# West Kowloon Station
Die Hong Kong West Kowloon Station oder West Kowloon Station, abgekürzt WEK (chinesisch 西九龍站 / 西九龙站, Pinyin Xī Jiǔlóngzhàn, Jyutping Sai1 Gau2lung6zaam6, kurz: 西九站,  Xījiǔzhàn, Jyutping Sai1gau2zaam6) auf der Halbinsel Kowloon ist der Endbahnhof der Schnellfahrstrecke Guangzhou–Shenzhen–Hongkong in Hongkong. Die Anlage befand sich seit 2010 in Bau und wurde im September 2018 eröffnet. Während der Bauphase wurde sie zunächst als West Kowloon Terminus bezeichnet.
West Kowloon Station ist der einzige Bahnhof in der Sonderverwaltungszone Hongkong, der an das chinesische Netz von Schnellfahrstrecken angeschlossen worden ist. Der Bahnhof liegt unterirdisch und ist über eine 26 Kilometer lange in Tunneln verlaufende Zufahrt mit dem chinesischen Festland verbunden. Der Bahnhof belegt eine Fläche von 11 Hektar. Neben 15 Gleisen an 11 Bahnsteigen befinden sich auch die Grenzkontrollen der Sonderverwaltungszone Hongkong und der Volksrepublik China im Bahnhof. Die MTR Corporation rechnet für das erste Betriebsjahr mit täglich 99.000 Reisenden. Über dem Bahnhof werden 400.000 Quadratmeter Gewerbefläche unter einem 45 Meter hohen begehbaren Dach angeordnet, das als Aussichtsterrasse dienen soll. Im Juni 2024 wurden zwei Nachtschnellzuglinien nach Peking und Shanghai in Betrieb genommen, die es ermöglichen, am Abend in Hongkong einzusteigen und am nächsten Morgen an der Zieldestination anzukommen.
Die Anlage befindet sich am Victoria Harbour unmittelbar nördlich des geplanten West Kowloon Cultural Districts. Neben dem Bahnhof befinden sich auf der Westseite die Kowloon Station des Airport Express und an der Ostseite die Austin Station der West Rail Line der Kowloon-Canton Railway. Letztere hieß während der Projektierung und dem Bau West Kowloon Station.